# Вассалли, Себастьяно
Себастьяно Вассалли (итал. Sebastiano Vassalli, 24 октября 1941, Генуя, Лигурия — 27 июля 2015, Казале-Монферрато, провинция Алессандрия, Пьемонт) — итальянский писатель, автор исторических романов и фантастики.

## Биография
Родился в Генуе , в раннем детстве родители отправили его на воспитание к родственникам в Новару, где он провёл всю свою жизнь. Получил высшее образование в области филологии, написал под руководством Чезаре Музатти дипломную работу о современном искусстве и психоанализе. Стал преподавателем, увлекался живописью. В 1960-е годы примкнул к авангардистской Gruppo 63. В начале 1970-х Итало Кальвино «открыл» Вассали благодаря роману Tempo di massacro («Время бойни»), первый читательский успех пришёл в 1990 году с романом La chimera («Химера») о реальном эпизоде «охоты на ведьм» в Милане в 1628 году (роман удостоен премии Стрега).
Окончил Миланский университет, номинировался на Нобелевскую премию по литературе за 2015 год, среди его наиболее известных романов называют также La notte della cometa («Ночь кометы», 1984), Marco e Mattio («Марк и Матфей», 1992) — как и «Химера», они вышли в издательстве Einaudi. Из последних вещей наибольший успех имел Terre selvagge («Дикие земли», издательство Rizzoli, 2014) — исторический роман о временах противостояния римлян и кимвров, и Il confine («Граница», Rizzoli, 2015), сюжет которого охватывает столетний период истории Южного Тироля в Италии. С 1995 года сотрудничал в газете Corriere della Sera, ранее писал для la Repubblica, l’Unità и Il Mattino. Последние годы жизни провёл в старом доме в глухой сельской местности, в окрестностях Бьяндрате, в нескольких километрах от Новары, рядом с церковью Сан-Бартоломео, закрывшейся в 1950-е годы. В 1990 году он купил её здание, отреставрировал найденную в подвале метрическую книгу, воспринял её как последнее свидетельство жизни множества людей со всей округи и со временем превратил бывшую церковь в двухэтажный дом-музей, посвящённый памяти прихожан, с прилегающим садиком, который также разбил сам писатель. Женат, имеет одного сына.
В 2015 году должен был получить премию Кампьелло за вклад в литературу. Умер 27 июля 2015 года в хосписе Monsignor Zaccheo в Казале-Монферрато (провинция Алессандрия, Пьемонт) на руках у своей жены Паолы Тодескино (Paola Todeschino).